# Sistema sanitario
Un sistema sanitario è l'organizzazione di persone, istituzioni e risorse finalizzata a fornire servizi di assistenza sanitaria a tutela della salute, dell'igiene e della sanità della popolazione di uno Stato. 
Nel mondo si contano numerosi modelli di sistemi sanitari. In alcuni Stati del mondo la sanità è completamente liberalizzata e/o privatizzata, in altri dove questa è prerogativa unica dei governi all'interno dello stato sociale, in altri ancora dove vigono sistemi di tipo misto, cioè concorrono servizi sanitari pubblici e privati.
La pianificazione dell'assistenza sanitaria è stata descritta spesso come un processo evolutivo piuttosto che rivoluzionario.

## Caratteristiche, funzioni ed obiettivi
Secondo l'organizzazione mondiale della sanità (OMS), gli obiettivi di un sistema sanitario sono la salute, rispondere alle aspettative della popolazione e un costo equo. La valutazione di questi obiettivi dipende da come i sistemi svolgono quattro importanti funzioni: la promozione della salute, la generazione di risorse, il finanziamento e la gestione. Un sistema sanitario può essere inoltre valutato con altri parametri, tra cui la qualità, l'efficienza, l'ammissibilità alle cure e il trattamento equo. Negli Stati Uniti sono state introdotte, per questo tipo di valutazione, le cosiddette "cinque C" (the five C's): Costi, Copertura, Consistenza, Complessità e Cronicità. Fondamentale, inoltre, è la continuità assistenziale.
Nell'UE, il diritto all'assistenza sanitaria trova fondamento nella Carta sociale europea art. 13, oltreché nelle Costituzioni della maggior parte degli Stati membri.

## Sistemi sanitari nazionali
- National Health Service nel Regno Unito
- Servizio sanitario nazionale in Italia
- Sistema sanitario degli Stati Uniti d'America
- Sistema sanitario della Germania
- Sistema sanitario del Giappone

## Spese per la salute per Stato

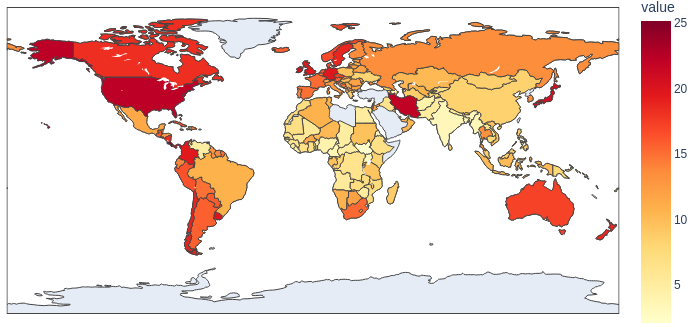
Percentuale di spese statali per la salute nel 2020 - Fonte : [https://data.who.int/indicators/i/B9C6C79

Questa statistica sulle spese per la salute per stato e con riferimento alle percentuali di PIL rispettivamente stanziate, per anno, è stata fornita dall'OECD .
| Stato               | Spese salute (%PIL) | Anno di rif. |
| ------------------- | ------------------- | ------------ |
| Stati Uniti         | 16,683              | 2023         |
| Svizzera            | 11,972              | 2023         |
| Germania            | 11,799              | 2023         |
| Francia             | 11,592              | 2023         |
| Canada              | 11,224              | 2023         |
| Giappone            | 11,087              | 2023         |
| Nuova Zelanda       | 10,99               | 2023         |
| Austria             | 10,954              | 2023         |
| Belgio              | 10,915              | 2023         |
| Svezia              | 10,911              | 2023         |
| Regno Unito         | 10,884              | 2023         |
| Paesi Bassi         | 10,132              | 2023         |
| Finlandia           | 10,109              | 2023         |
| Cile                | 10,048              | 2023         |
| Portogallo          | 10,003              | 2023         |
| Corea               | 9,88                | 2023         |
| Australia           | 9,748               | 2023         |
| Spagna              | 9,621               | 2023         |
| Danimarca           | 9,441               | 2023         |
| Slovenia            | 9,413               | 2023         |
| Norvegia            | 9,259               | 2023         |
| Islanda             | 8,992               | 2023         |
| Repubblica Slovacca | 8,634               | 2023         |
| Repubblica Ceca     | 8,54                | 2023         |
| Italia              | 8,447               | 2023         |
| Grecia              | 8,376               | 2023         |
| Lettonia            | 7,776               | 2023         |
| Bulgaria            | 7,709               | 2023         |
| Colombia            | 7,692               | 2023         |
| Israele             | 7,626               | 2023         |
| Croazia             | 7,56                | 2023         |
| Estonia             | 7,559               | 2023         |
| Lituania            | 7,3                 | 2023         |
| Costa Rica          | 7,024               | 2023         |
| Polonia             | 6,988               | 2023         |
| Irlanda             | 6,565               | 2023         |
| Ungheria            | 6,362               | 2023         |
| Romania             | 5,851               | 2023         |
| Lussemburgo         | 5,783               | 2023         |
| Messico             | 5,721               | 2023         |
| Turchia             | 4,206               | 2023         |

Inoltre, ogni anno Newsweek pubblica la World's Best Hospitals, la classifica dei migliori ospedali in 20 paesi.